# Юркув-Другий
Юркув-Другий (пол. Jurków Drugi) — село в Польщі, у гміні Опорув Кутновського повіту Лодзинського воєводства.
Населення — 68 осіб (2011).
У 1975-1998 роках село належало до Плоцького воєводства.

## Демографія
Демографічна структура станом на 31 березня 2011 року:
|          | Загалом | Допрацездатний вік | Працездатний вік | Постпрацездатний вік |
| -------- | ------- | ------------------ | ---------------- | -------------------- |
| Чоловіки | 26      | 3                  | 18               | 5                    |
| Жінки    | 42      | 10                 | 19               | 13                   |
| Разом    | 68      | 13                 | 37               | 18                   |